# Esperanza, Argentina
Esperanza är en kommunhuvudort i Argentina.   Den ligger i provinsen Santa Fe, i den centrala delen av landet, 400 km nordväst om huvudstaden Buenos Aires. Esperanza ligger 40 meter över havet och antalet invånare är 35 885.
Terrängen runt Esperanza är mycket platt. Esperanza är det största samhället i trakten.
Trakten runt Esperanza består till största delen av jordbruksmark. Runt Esperanza är det glesbefolkat, med 16 invånare per kvadratkilometer.